# Parti de la Droite
De Parti de la Droite (Duits: Rechtspartei, Luxemburgs: Rietspartei, Nederlands: Rechtse Partij), was een Luxemburgse rooms-katholieke partij. De PD is voorloper van de huidige Chrëschtlech Sozial Vollekspartei (Christen-Sociale Volkspartij).
De PD werd op 16 januari 1914, tijdens een vergadering in het Volkshaus te Luxemburg-Stad, opgericht. Bij de oprichtingsvergadering waren onder anderen aanwezig: Émile Reuter, Émile Prüm, mgr. Schiltz, Albert Philippe, Pierre Dupong, Joseph Bech en mgr. Jean Origer. De PD was de derde belangrijke politieke partij die werd opgericht, na de Sozialdemokratesch Partei vu Lëtzebuerg (1902) en de Ligue Libérale (1904). Belangrijke programmapunten van de PD waren het behoud van de rooms-katholieke identiteit van Luxemburg, het beëindigen van de Schoolstrijd en de invoering van het algemeen kiesrecht voor mannen.
De PD ageerde vanuit de Kamer van Afgevaardigden tegen het beleid van de (liberale) regering onder premier Paul Eyschen en de door de regering gesteunde liberale en sociaaldemocratische partijen in de Kamer.
De invoering van het algemeen kiesrecht voor mannen en vrouwen in 1918 luidde het einde in van de hegemonie van de liberalen en de opkomst van de PD en de Sozialdemokratesch Partei. Alle parlementsverkiezingen in Luxemburg van 1918 (verkiezingen voor de grondwetgevende vergadering) tot de laatste vooroorlogse verkiezingen van 1937 werden gewonnen door de PD. Sinds 1918 kent Luxemburg, met uitzondering van de perioden 1925-1926 en 1974-1979, uitsluitend premiers afkomstig uit een christelijke partij (PD; sinds 1944 CSV).
De eerste premier afkomstig uit de PD was Léon Kauffman (1917-1918). Hij was ook de eerste partijgebonden premier. De drie andere premiers afkomstig uit de PD waren Émile Reuter (1918-1925), Joseph Bech (1926-1937) en Pierre Dupong (1937-1944).

## Verkiezingsresultaten 1918-1937
| 1918 | 23 | 53 |
| 1919 | 27 | 48 |
| 1922 | 25 | 48 |
| 1925 | 22 | 47 |
| 1928 | 23 | 52 |
| 1931 | 26 | 54 |
| 1934 | 25 | 54 |
| 1937 | 25 | 55 |

## Voorzitters van de PD van1918tot1944
- De voorzitters van de PD waren tevens premiers.
- Émile Reuter — 1918-1925
- Joseph Bech — 1925-1937
- Pierre Dupong — 1937-1944

## Coalitiepartners van de PD
- De PD regeerde met uitzondering van de periode 1921-1925 altijd wanneer zij aan de macht was met één of meerdere coalitiepartners.

| Léon Kauffman | 19 juni 1917 - 28 september 1918    | 1       | 19 juni 1917 - 28 september 1918                                                                                            | PD, LL                 |
| Émile Reuter  | 28 september 1918 - 20 maart 1925   | 1 2 3   | 28 september 1918 - 5 januari 1920 5 januari 1920 - 15 april 1921 15 april 1921 - 20 maart 1925                             | PD, LL PD              |
| Joseph Bech   | 16 juli 1926 - 5 november 1937      | 1 2 3   | 16 juli 1926 - 11 april 1932 11 april 1932 - 27 december 1936 27 december 1936 - 5 november 1937                            | PD, GL PD, PRL PD, PRL |
| Pierre Dupong | 25 november 1937 - 23 november 1944 | 1 2 3 4 | 25 november 1937 - 7 februari 1938 7 februari 1938 - 6 april 1940 6 april 1940 - 10 mei 1940 10 mei 1940 - 23 november 1944 | PD, LSAP, PRL PD, LSAP |

## Verwijzingen
1. 1 2  Tatsachen aus der Geschichte des Luxemburger Landes, door: Dr. P.J. Muller (1968), blz. 339
2. ↑  Joseph Bech was van 1953 tot 1958, als lid van de CSV, nogmaals premier
3. ↑  Hij was, als lid van de CSV, tot zijn dood in 1953 premier